# Скориніна Анастасія Петрівна
Анастасія Петрівна Скориніна (нар. 22 листопада 1991) — українська футболістка, нападниця «Мінська». 

## Клубна кар'єра
Футбольну кар'єру розпочав 2006 року в сумському «Спартак». У 2008 році перейшла до уманського «Ятраня», у футболці якого виступала до 2015 року. Взимку—навесні 2015 року захищала кольори «Арсеналу-Київщини» (Шкарівка). Навесні 2016 року приєдналася до «Житлобуда-2». У складі харківського клубу в жіночій лізі чемпіонів дебютувала 22 серпня 2017 року в програному (0:1) виїзному поєдинку 1-го туру проти клужської «Олімпії». Анастасія вийшла на поле на 46-ій хвилині, замінивши Інну Томилко. Дебютним голом за «Житлобуд-2» у Лізі чемпіонів відзначилася 28 серпня 2017 року на 44-ій хвилині виїзного поєдинку 3-го туру проти валійського «Суонсі Сіті». Анастасія вийшла на поле на 46-ій хвилин, замінивши Ірину Подольську. Триразова чемпіонка України та володарка кубку України.
Наприкінці серпня 2020 року перейшла в «Мінськ». У футболці столичної команди дебютувала 8 листопада 2020 року в переможному (3:0) домашньому поєдинку 21-го туру Прем'єр-ліги Білорусі проти молодіжної збірної Білорусі. Скориніна вийшла на поле на 46-ій хвилині, замінивши Вікторію Тихон. Дебютним голом за «Мінськ» відзначилася 26 вересня 2020 року на 5-ій хвилині переможного (4:1) домашнього поєдинку проти «Зорки-БДУ». Анастасія вийшла на поле в стартовому складі, а на 69-ій хвилині її замінила Вікторія Тихон.

## Досягнення
«Житлобуд-2»
- Вища ліга України
  -  Чемпіон (3): 2016, 2017, 2019/20
  -  Срібний призер (3): 2014, 2017/18, 2018/19
  -  Бронзовий призер (1): 2015

- Кубок України
  -  Володар (1): 2019/20

«Мінськ»
- Прем'єр-ліга Білорусі
  -  Срібний призер (1): 2020

- Кубок Білорусі
  -  Фіналіст (1): 2020